# Mirt Komel
Mirt Komel, slovenski filozof, pisatelj, sociolog, dramatik, esejist in prevajalec, * 21. avgust 1980, Šempeter pri Gorici.
Obiskoval je Gimnazijo v Novi Gorici. Na Fakulteti za družbene vede v Ljubljani je študiral sociologijo in leta 2005 diplomiral na temo "Mitologike družbene pogodbe" pod mentorstvom Mitje Velikonje in Karmen Šterk. Študij je nadaljeval na Filozofski fakulteti v Ljubljani, kjer je leta 2010 tudi doktoriral na temo "Filozofski vidiki razmerja med diskurzom in nasiljem" pod mentorstvom filozofa Mladena Dolarja, sociologa Mitje Velikonje in antropologinje Karmen Šterk (doktorat je izšel leta 2012 v knjižni obliki pri Društvu za teoretsko psihoanalizo pod naslovom "Diskurz in nasilje"). Leta 2008 je študiral na Fakulteti za politične vede Univerze v Sarajevu.  Od leta 2007 raziskovalni sodelavec Mirovnega inštituta v Ljubljani in član uredniškega odbora Časopisa za kritiko znanosti. Zaposlen je kot docent filozofije na oddelku za kulturologijo Fakultete za družbene vede in kot raziskovalec na Centru za proučevanje kulture in religije.
Objavil je vrsto člankov iz področja politične teorije, socialne antropologije in teoretske psihoanalize v priznanih slovenskih znanstvenih revijah (Problemi, Časopis za kritiko znanosti), predvsem pa je poznan kot avtor številnih znanstvenih monografij ("Diskurz in nasilje", "Giljotina duha: Hegel in francoska revolucija", "Twin Peaks in postmodernizem", "Sokratski dotiki"), še zlasti pa po monografiji o dotiku iz filozofsko-kulturološke perspektive ("Poskus nekega dotika").
Dejaven je na literarnem področju kot prozaist, dramatik in esejist, objavil je vrsto poezij in kratkih zgodb v okviru različnih literarnih zbornikov, sedaj pa je uveljavljen romanopisec. "Pianistov dotik" je njegov romaneskni prvenec, ki so mu sledili še dve postmoderni detektivki, "Medsočje" in "Detektiv Dante", nato pa še modernistični roman A k i l e s. 
Med letoma 2004-05 je bil predsednik Kluba goriških študentov, soustanovitelj Društva humanistov Goriške., soustanovitelj in med 2010-13 član Društva Likej. Soustanovitelj mednarodnega heglovskega združenja Aufhebung.
Občasno publicistično intervenira v slovenski javni prostor z objavami v Mladini, Sobotni prilogi Dela , Mediawatch in Tribuni.
Od leta 2023 član Društva slovenskih pisateljev in Slovenskega centra PEN.

## Izbrana bibliografija

### Knjige
- Poskus nekega dotika (Ljubljana: Kiosk, Založba FDV, 2008).
- Diskurz in nasilje (Ljubljana: Analecta, Društvo za teoretsko psihoanalizo, 2012).
- Twin Peaks in postmodernizem (Ljubljana: Kinoteka, 2012).
- Sokratski dotiki (Ljubljana: Skodelica kave, Založba FDV, 2015).
- Giljotina duha : Hegel in francoska revolucija (Ljubljana: Analecta, Društvo za teoretsko psihoanalizo, 2018).
- Predavanja o literaturi (Ljubljana: Skodelica kave, Založba FDV, 2021)

### Urednik
- Utopije demokracije: zbornik, urednik (Nova Gorica: Čitalnica Babel, Zavod neinstitucionalne kulture Masovna, 2005).
- Javne in zasebne vojne, urednik; (Ljubljana: Časopis za kritiko znanosti, Študentska založba, 2006).
- Post-daytonska Bosna in Hercegovina, urednik; (Ljubljana: Časopis za kritiko znanosti, Študentska založba, 2011).
- Izguba sveta, urednik; (Ljubljana: Časopis za kritiko znanosti, Študentska založba, 2012).

### Potopisi
- Sarajevski dnevnik (Ljubljana: Študentska založba, 2009).
- Kahirske kaheksije (Ljubljana: Kultipraktik, 2011).

### Dramatika
- Mes(t)ne drame (Nova Gorica: Ma-No, 2006).
- Luciferjev padec (Nova Gorica: Ma-No, 2008).

### Proza
- Pianistov dotik (Novo Mesto: Goga, 2015).
- Medsočje (Novo Mesto: Goga, 2018).
- Detektiv Dante (Novo Mesto: Goga, 2021).
- A k i l e s (Novo Mesto: Goga, 2022)
- Črepinja (Novo Mesto: Goga, 2025)